# Il dubbio (film 1972)
Il dubbio (La duda) è un film del 1972 diretto da Rafael Gil.

## Riconoscimenti
- 1972 – Festival internazionale del cinema di San Sebastián
  - Concha de Plata al miglior attore a Fernando Rey